# Jaz Ratowice
Jaz Ratowice – jaz zlokalizowany w 227,40 km biegu rzeki Odry, piętrzący wody tej rzeki dla potrzeb Stopnia Wodnego Ratowice. Jaz składa się z trzech przęseł, każde długości 32 m z zamknięciem klapowym. Spad wynosi 2,64 m. Cały stopień położony jest w rejonie miejscowości Ratowice (miejscowość ta leży w Gminie Czernica, powiecie wrocławskim, województwa dolnośląskiego). Wybudowany został w 1914 roku, a w 1996 roku poddany przebudowie.
Jaz ten położony jest na skanalizowanym odcinku rzeki Odra, co oznacza, że jest jednym z całego ciągu stopi utrzymujących wymagany poziom wody na rzece. Stanowisko dolne jazu znajduje się w zasięgu oddziaływania następnego na Odrze stopnia wodnego – Stopnia Wodnego Janowice. Natomiast w zasięgu piętrzenia Jazu Ratowice znajduje się stanowisko dolne poprzedniego stopnia wodnego: Stopnia Wodnego Oława.

## Galeria

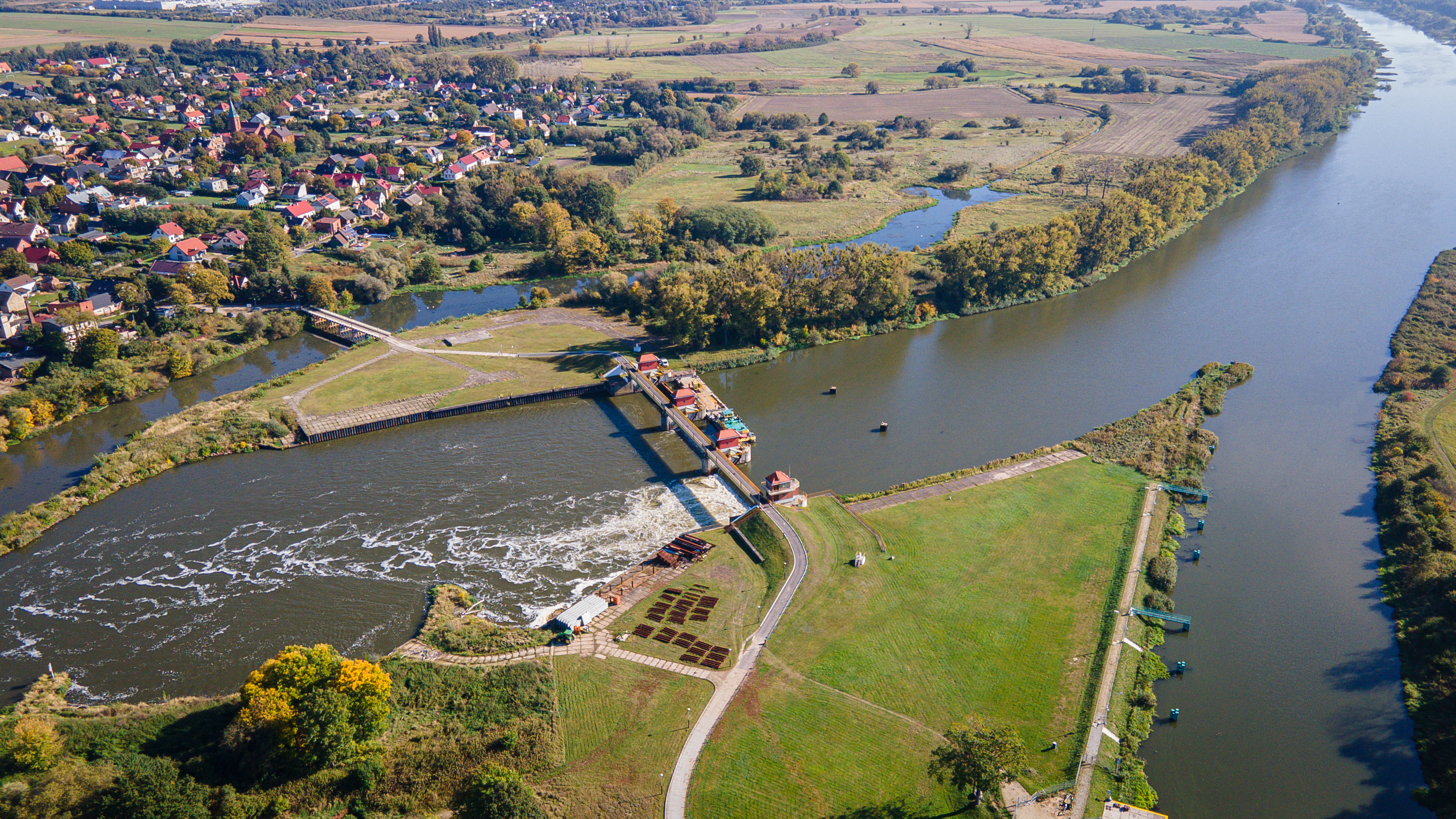
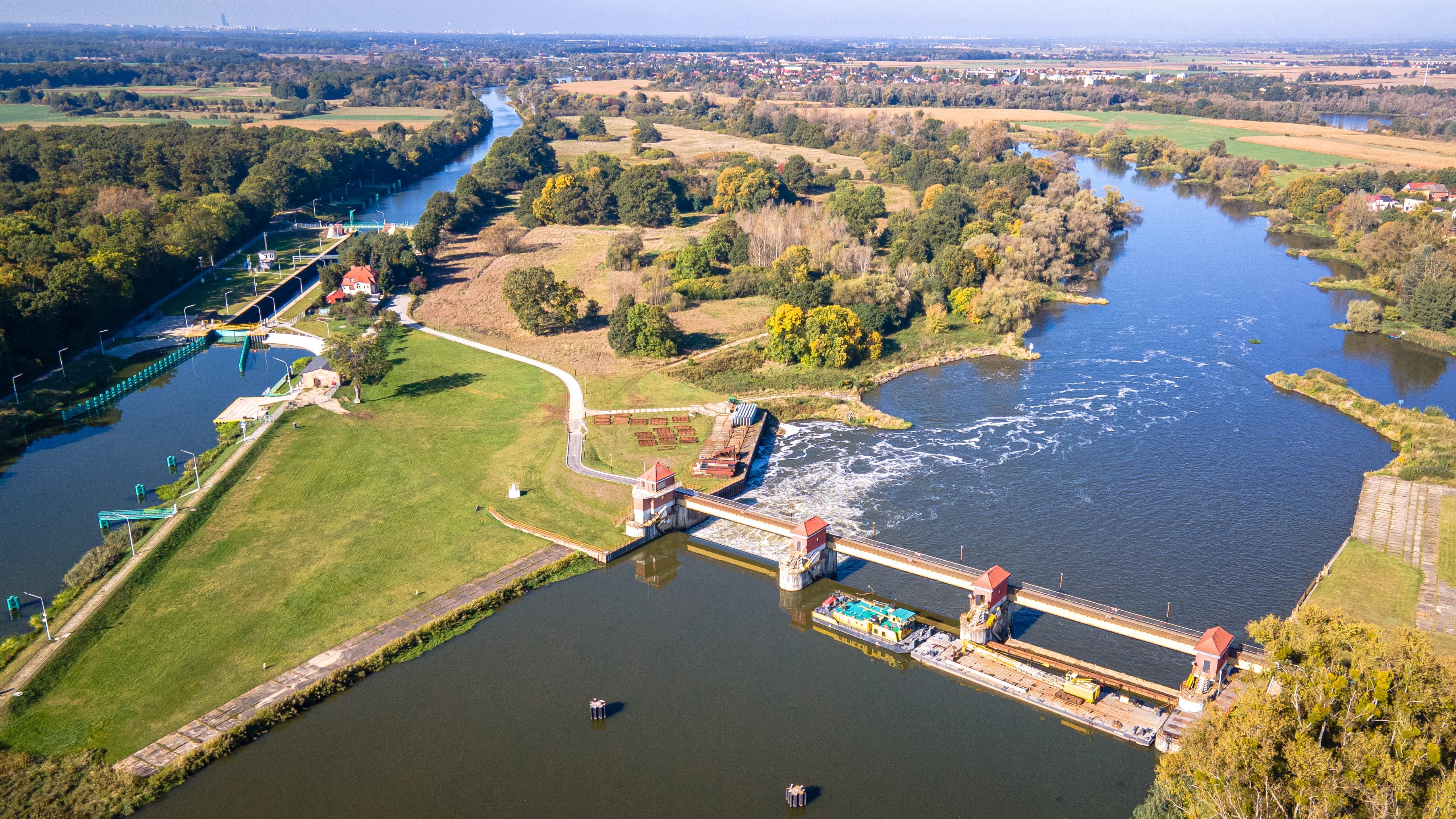